# 穆戈賈雷山

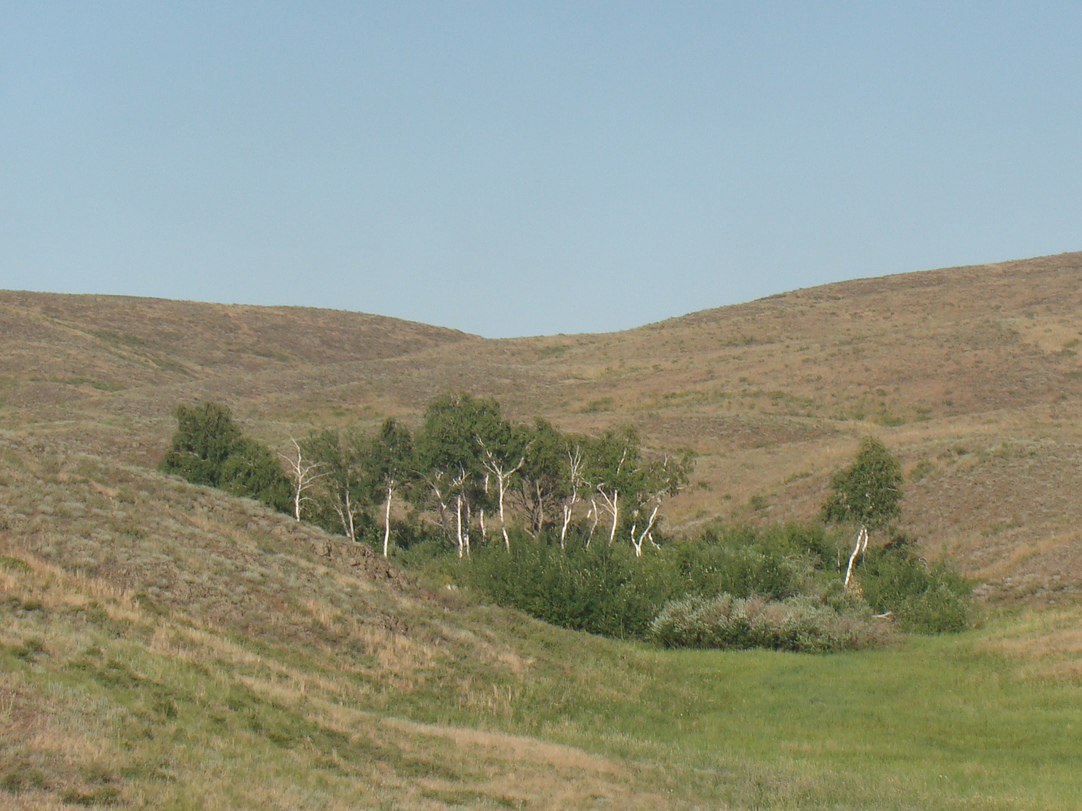

48°38′38″N 58°32′47″E / 48.64389°N 58.54639°E
穆戈賈雷山，是哈薩克的山脈，位於該國西北部，處於阿克托貝州，是烏拉爾山脈的延伸，長200公里、寬30公里，該山脈最高點海拔高度657米。